# Futsal-Afrikameisterschaft 2024
Die 8. Futsal-Afrikameisterschaft fand vom 11. April bis zum 21. April 2024 in den Moulay Prince Abdallah and IBN Yassine Halls in Rabat in Marokko statt. Das Land ist zum zweiten Mal in Folge Ausrichter. Das Turnier wird von der Confédération Africaine de Football (CAF) organisiert. Titelverteidiger der Futsal-Afrikameisterschaft 2020 ist Marokko.
Das Turnier sollte ursprünglich in Mosambik ausgetragen werden. Es dient als Qualifikation für die Futsal-Weltmeisterschaft 2024, an dem die drei besten afrikanischen Mannschaften teilnehmen werden.

## Qualifikation
Die Auslosung für die Qualifikation fand am 13. Dezember in Addis Abeba statt. Neben den Gastgeber werden sich zwischen dem 29. Januar und 11. Februar 2024 sieben weitere Mannschaften qualifizieren, darunter die drei besten der vorherigen Afrikameisterschaft, d. h. neben Marokko auch Angola und Ägypten.
|             | Gesamt    |                | Hinspiel | Rückspiel |
| ----------- | --------- | -------------- | -------- | --------- |
| Mosambik    | 3:4       | Sambia         | 3:2      | 0:2       |
| Namibia     | (A)8:8(A) | Tansania       | 2:5      | 6:3       |
| Libyen      | 6:5       | Algerien       | 4:4      | 2:1       |
| Ghana       | (A)6:6(A) | Elfenbeinküste | 0:4      | 6:2       |
| Mauretanien | 1 w/o 1   | Kamerun        | –        | –         |

## Teilnehmer
- Ägypten (Vizeafrikameister)
- Angola (3. Afrikameisterschaft 2020)
- Ghana
- Libyen
- Marokko (Titelverteidiger, Gastgeber)
- Mauretanien
- Namibia
- Sambia

## Gruppenphase
Die Auslosung zur Gruppenphase fand am 7. März 2024 in Rabat statt. Der Spielplan wurde ebenfalls an dem Tag vorgestellt.

### Gruppe A
| Pl. | Land    | Sp. | S | U | N | Tore    | Diff. | Punkte |
| --- | ------- | --- | - | - | - | ------- | ----- | ------ |
| 1.  | Marokko | 3   | 3 | 0 | 0 | 026:500 | +21   | 09     |
| 2.  | Angola  | 3   | 2 | 0 | 1 | 021:130 | +8    | 06     |
| 3.  | Sambia  | 3   | 1 | 0 | 2 | 010:230 | −13   | 03     |
| 4.  | Ghana   | 3   | 0 | 0 | 3 | 008:240 | −16   | 0      |

|                                                             |   |         |            |
| 11. April 2024 um 17:00 Uhr im Salle Prince Moulay Abdellah |   |         |            |
| Ghana                                                       | – | Sambia  | 2:5 (1:1)  |
| 11. April 2024 um 20:00 Uhr im Salle Prince Moulay Abdellah |   |         |            |
| Marokko                                                     | – | Angola  | 5:2 (2:1)  |
| 13. April 2024 um 17:00 Uhr im Salle Prince Moulay Abdellah |   |         |            |
| Sambia                                                      | – | Angola  | 5:8 (1:0)  |
| 13. April 2024 um 20:00 Uhr im Salle Prince Moulay Abdellah |   |         |            |
| Marokko                                                     | – | Ghana   | 8:3 (5:3)  |
| 15. April 2024 um 20:00 Uhr im Salle Ibn Yassine            |   |         |            |
| Angola                                                      | – | Ghana   | 11:3 (5:2) |
| 15. April 2024 um 20:00 Uhr im Salle Prince Moulay Abdellah |   |         |            |
| Sambia                                                      | – | Marokko | 0:13 (0:8) |

### Gruppe B
| Pl. | Land        | Sp. | S | U | N | Tore    | Diff. | Punkte |
| --- | ----------- | --- | - | - | - | ------- | ----- | ------ |
| 1.  | Ägypten     | 3   | 3 | 0 | 0 | 020:900 | +11   | 09     |
| 2.  | Libyen      | 3   | 2 | 0 | 1 | 016:130 | +3    | 06     |
| 3.  | Mauretanien | 3   | 1 | 0 | 2 | 015:160 | −1    | 03     |
| 4.  | Namibia     | 3   | 0 | 0 | 3 | 010:260 | −16   | 0      |

|                                                             |   |             |            |
| 12. April 2024 um 17:00 Uhr im Salle Prince Moulay Abdellah |   |             |            |
| Ägypten                                                     | – | Libyen      | 4:0 (2:0)  |
| 12. April 2024 um 20:00 Uhr im Salle Prince Moulay Abdellah |   |             |            |
| Namibia                                                     | – | Mauretanien | 4:5 (0:4)  |
| 14. April 2024 um 17:00 Uhr im Salle Prince Moulay Abdellah |   |             |            |
| Ägypten                                                     | – | Namibia     | 10:3 (3:3) |
| 14. April 2024 um 20:00 Uhr im Salle Prince Moulay Abdellah |   |             |            |
| Mauretanien                                                 | – | Libyen      | 4:5 (1:5)  |
| 16. April 2024 um 20:00 Uhr im Salle Prince Moulay Abdellah |   |             |            |
| Mauretanien                                                 | – | Ägypten     | 6:7 (3:1)  |
| 16. April 2024 um 20:00 Uhr im Salle Ibn Yassine            |   |             |            |
| Libyen                                                      | – | Namibia     | 11:5 (3:3) |

## Finalrunde

### Halbfinale
|                                                             |   |        |           |
| 19. April 2024 um 17:00 Uhr im Salle Prince Moulay Abdellah |   |        |           |
| Marokko                                                     | – | Libyen | 6:0 (4:0) |
| 19. April 2024 um 20:00 Uhr im Salle Prince Moulay Abdellah |   |        |           |
| Ägypten                                                     | – | Angola | 3:7 (2:2) |

### Spiel um Platz 3
|                                                             |   |         |                      |
| 21. April 2024 um 18:00 Uhr im Salle Prince Moulay Abdellah |   |         |                      |
| Libyen                                                      | – | Ägypten | 2:2 (0:1); 5:3 n. P. |

### Finale
| Marokko                                                             | Marokko | Angola | Angola |
| ------------------------------------------------------------------- | --- | --- | ------ |
| Marokko                                                             | \| Finale \| \| 21. April 2024 um 21:00 Uhr in Rabat (Salle Prince Moulay Abdellah) \| \| Ergebnis: 5:1 (3:1) \| | \| Finale \| \| 21. April 2024 um 21:00 Uhr in Rabat (Salle Prince Moulay Abdellah) \| \| Ergebnis: 5:1 (3:1) \| | Angola |
| Finale                                                              | | |        |
| 21. April 2024 um 21:00 Uhr in Rabat (Salle Prince Moulay Abdellah) | | |        |
| Ergebnis: 5:1 (3:1)                                                 | | |        |